# Mihai Necolaiciuc
Mihai Necolaiciuc (n. 24 iulie 1952, Gura Humorului) a fost directorul companiei naționale Căile Ferate Române (CFR).
A fost trimis în judecată de Direcția Națională Anticorupție în trei dosare, fiind acuzat că a efectuat ilegal cheltuieli cu titlu de investiții la prețuri supraevaluate, prejudiciind CFR cu circa 100 de milioane de euro. Se bănuiește că suma totală cu care ar fi prejudiciat statul ar fi mult mai mare, alte dosare fiind încă pe masa procurorilor

## Biografie
A fost numit la conducerea CFR în anul 2000, de către ministrul transporturilor de atunci, Anca Boagiu.
Poliția a demarat cercetările în cazul lui Necolaiciuc în 2004, la scurt timp după ce acesta a fost înlăturat din funcția de director al CFR SA.. Pe 4 februarie 2005, Mihai Necolaiciuc, asupra căruia nu se emisese încă mandat de arestare, a ieșit din țară pe la Vama Albița către Republica Moldova  După ce a stat o perioadă în Republica Moldova, Necolaiciuc a plecat în Austria, unde în 2006 a fost depistat de către Interpol.
DNA a declanșat urmărirea penală împotriva lui Mihai Necolaiciuc în martie 2006, în legătură cu o fraudă de peste 27 de milioane de euro. La 20 octombrie 2006, Judecătoria Sectorului 1 București a emis mandat de arestare în lipsă față de Mihai Necolaiciuc, iar la 26 octombrie 2006 a fost dat în urmărire generală. La 6 decembrie 2006  Necolaiciuc a fost introdus și în baza de date a Interpolului cu urmăriții internaționali.
În cazul amenajării și dotării Complexului „Astoria” de la Snagov, umflând prețurile produselor și echipamentelor achiziționate de Necolaiciuc prin firmele lui Bucșaru, valoarea construcțiilor și amenajărilor de la Complexul Astoria din Snagov a ajuns la circa 20 de milioane de euro. Un sac de ciment a costat 3,6 milioane lei, față de prețul mediu de 150.000 de lei. Un metru pătrat de mochetă sintetică a costat peste 6 milioane de lei, în timp ce în magazin acesta se vindea cu până la 800.000 de lei. De asemenea, Necolaiciuc emitea ordine către diferite subunități CFR din țară să recepționeze produse care nu fuseseră solicitate de nimeni. El a sprijinit firmele Servtrans și Carpat Cargo care au căpușat CFR, semnând contracte prin care le-a permis accesul la infrastructura CFR și le-a permis achiziționarea de logistică necesară desfășurării obiectului principal de activitate al acestor firme.
În februarie 2009 a fost trimis în judecată de procurorii Direcției Naționale Anticorupție pentru infracțiuni de abuz în serviciu contra intereselor publice, în formă calificată și continuată. În perioada 2002-2003, Mihai Necolaiciuc a semnat 23 de comenzi de achiziții de piese pentru instalații feroviare către SC GENERAL COM ELECTRICA SA București, încălcând prevederile legale și în lipsa oricăror documente care să ateste necesitatea și oportunitatea achiziției . Procurorii l-au acuzat pe Necolaiciuc că a fost ajutat de subordonații săi Misir Mihail Gabriel, Olăeru Viorica, Vlăduț Dragoș Vasile și Nicolae Alexandru, care au fost și ei trimiși în judecată. În urma acestor achiziții, CFR a fost prejudiciată în total cu 71,628 miliarde lei vechi, suma cu care CFR s-a constituit parte civilă în cauză.
Mihai Necolaiciuc a fost arestat de Agenții Departamentului american pentru Imigrări la data de 17 iunie 2009.
Locuia în West Palm Beach din februarie 2007 și era proprietarul a trei apartamente (amplasate in zone exclusiviste), evaluate la circa 1,2 milioane de dolari.
Până în 2009, americanii au refuzat să-l aresteze și să-l extrădeze, în ciuda insistențelor autorităților române,
Interpol Washington refuzând să răspundă oricărei solicitări venite din România în ceea ce-l privește pe Necolaiciuc.
În anul 2010 era încarcerat în Federal Detention Center din Miami.
Avocatul lui Necolaiciuc este Jon May (care l-a apărat și pe dictatorul panamez Manuel Noriega).
Pe 18 octombrie 2014 Mihai Necolaiciuc a fost condamnat definitiv la patru ani și șase luni de închisoare, însă această condamnare nu a încheiat problemele pe care le are cu justiția, el fiind judecat în alte trei dosare penale, aflate încă în faza primei instanțe, chiar dacă au ajuns în fața judecătorilor din 2008, respectiv din 2009.